# マリシャスコード
『マリシャスコード』は、池野雅博による日本の漫画作品。『月刊コミックジーン』（メディアファクトリー）にて2011年9月号から2013年1月号まで連載された。単行本は全4巻。単行本第3巻の帯には氷川竜介がコメントを寄せた。

## あらすじ
2024年、突如東京でパンドラウイルスと呼ばれる、謎の新型ウイルスが発生。これにより、東京の人口は激減し、万策尽きた政府によって、東京の永久封鎖を決断した。
それから、10年後。東京の封鎖後に出来た街・新東京に暮らす男子高校生・榊緋彩（ヒイロ）達が乗るスクールバスが学校に向かう際中、突然現れた赤い瞳の少女に襲われる。それからしばらくして、ヒイロが目を覚ますと、そこは永久に封鎖されたはずの廃都市・東京だった。そこでは、特殊能力を持つ少年少女が、戦いを繰り広げていたのだった。

## 登場人物

### 主要登場人物
榊 緋彩（さかき ひいろ）
本作の主人公。通称：ヒイロ。東京府立新桜台高校在学。誕生日：12月5日。身長：173cm、体重：62kg（『コミックジーン』2012年5月号より）。パンドラウイルスのキャリアであり、幼少時は病院に入院していた。性格は明るく、仲間想いで正義感が強い。裕次郎との戦いで、コード（詳細は不明）を発動させたが、その間は理性を失い、暴走してしまう。
秦野 崇（はたの たかし）
ヒイロのクラスメイトで、腐れ縁。通称：タカシ。口が悪く無愛想で喧嘩っ早い。東京が封鎖される前は、渋谷が地元だった。泰三との対戦中、雷撃を放つコードに目覚めた。
久藤 アンナ（くどう あんな）
ヒイロの幼馴染。ツインテールの少女。勝気で気が強い性格。ヒイロに気がある模様。料理は、非常に苦手。作中で、千秋達に拉致されたが、その最中に、相手のコードを打ち消すレアコード、キャンセル能力に目覚める。
日野 修一（ひの しゅういち）
ヒイロの幼馴染。通称：シュウ。大人しく優しい性格。いつもウサギのぬいぐるみを抱えている。今までヒイロに守られていたが、東京に放り出されてから、自分も誰かを守りたいと思っている。非力だが、聡明。

### 渋谷クラウド
乾 裕次郎（いぬい ゆうじろう）
東京で突如ヒイロ達を襲った少年。神奈川松下学園在学。ニット帽を被っている。不良だが、虐められていた泰三を助ける優しい面を持つ。朱従血約（ブラッド・サーヴァント）というコードを持ち、血液を操る能力を持つ。更新の為に、ヒイロ達に襲い掛かるが、コードを発動させたヒイロに敗北、瀕死状態となるが、死亡した泰三のコードで更新した。その後、ヒイロ達の仲間になる。
町谷 泰三（まちや たいぞう）
裕次郎の仲間。大柄な体格を持つ少年。性格は真面目。コードは、対物理障壁（アンチマテリアルプロテクション）で、物理攻撃を跳ね返すことが出来る。かつて、不良生徒に虐められていたところを裕次郎に助けられて以来、彼を大切にしている。タカシとの対戦中、何者かに撃たれ、死亡。
坂本 重利（さかもと しげとし）
裕次郎の仲間。眼鏡をかけた少年。頭脳明晰で理知的な性格。精神干渉という相手の精神に入り込むコードを持つ。他にも、拳銃を所持する。当初、タカシとシュウが泰三を殺したと思い込み攻撃しようとするが、誤解が解けた後、2人にマリシャスコードのことを説明した。その後、ヒイロ達の仲間になる。

### 原宿クラウド
和泉 千秋（いずみ ちあき）
原宿クラウドのリーダー。褐色の肌を持つ少年。獣化するコードを持つ。冷徹な性格。
木戸 誠（きど まこと）
千秋の相談役。音を操るコードを持つ。
天野（あまの）
アンナの見張役。自分の気配を隠す、隠密命令というコードを持つ。二次元が大好き。
犬丸（いぬまる）
通信役を務める少年。高速で移動するコードを持つ。
三島 洋介（みしま ようすけ）
巨大化することで高い戦闘力を得るコードを持つ少年。そのあまりにも危険さゆえに、仲間によって幽閉されていたが、アンナによって助けられたことがきっかけで、彼女に好意を抱き、力尽くで手に入れようとする。精神的に歪んだ性格。

### キラー
ミコト
ヒイロ達が乗ったスクールバスを襲撃した謎の少女。ヒイロに興味を持っている。自分達をスフィアと称する。
ヨミ
目隠しとドレスをまとい、日傘を差して宙に浮いている少女。空間を削り取る能力を持つ。無垢な性格だが、行動は残虐。かつて謎の施設に囚われ、実験台にされたと思われる過去を持つ。

## 用語
パンドラウイルス
2024年、東京で突如発生した謎の新型ウイルス。99.99%以上の致死率を持ち、これによって日本の人口は2割近くも減り、感染者の中で生き残ったのは僅かな子供達だけとされるが、その者達はマリシャスコードという特殊能力に目覚める。
マリシャスコード
パンドラウイルスに感染した子供が持つ黒い痣。大抵、「コード」と呼ばれる。これを持つ者は、特殊能力（能力の種類は、人によって様々）と驚異的な感覚、回復力を得るが、放っておくと、体がコードに浸食されて死亡してしまう。これを防ぐには、他のキャリアを殺害または瀕死にして、コードを更新するしかない（通常の状態では、更新は出来ない）。また、共通して瞳が赤い。
東京（とうきょう）
2024年に突如発生したパンドラウイルスによって、大勢の死者が発生したことで、政府の管理の元で、半永久的に封鎖された廃都市。現在は、中央管理局によって監視されているが、その中でマリシャスコードを持った者達が戦いを繰り広げている。なお、この中では電波や衛星回線は使えない。
新東京（しんとうきょう）
東京が封鎖された後に、出来た都市。
中央管理局（ちゅうおうかんりきょく）
東京を監視する施設。上空からヘリコプターで、監視する他、食料や薬の配布を行っている。東京である野望を実現しようとしている模様。

## 書誌情報
- 池野雅博『マリシャスコード』メディアファクトリー〈MFコミックスジーンシリーズ〉、全4巻
  1. 2012年1月27日発売[3]、ISBN 978-4-8401-4409-4
  2. 2012年6月27日発売[4]、ISBN 978-4-8401-4491-9
  3. 2012年8月27日発売[5]、ISBN 978-4-8401-4717-0
  4. 2013年1月26日発売[6]、ISBN 978-4-8401-4793-4